# Гајофана ди Верђано (Римини)
Гајофана ди Верђано је насеље у Италији у округу Римини, региону Емилија-Ромања.
Према процени из 2011. у насељу је живело 86 становника. Насеље се налази на надморској висини од 36 м.